# 龚秋霞

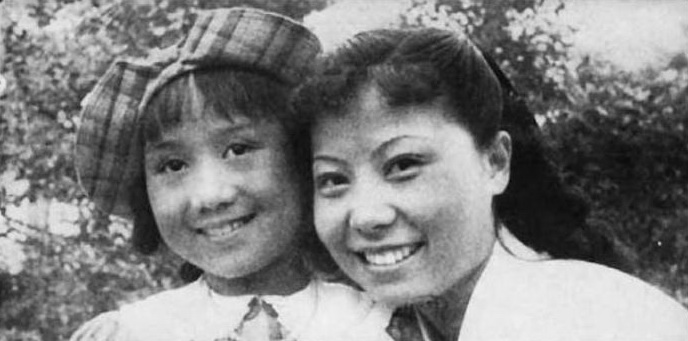
1937年龚秋霞（右）和胡蓉蓉（左）合影

龚秋霞（英語：Gong Qiu Xia，1918年12月4日—2004年9月7日，一说出生于1916年）原名龚莎莎、龚秋香。江苏崇明县（今属上海市）浜镇人，家住大桥东堍灵龙街。中国著名电影演员、歌星。与周璇、白虹、白光、姚莉、李香兰、吴莺音齐名，并称四十年代上海七大歌星。

## 生平
1930年，在上海仁善女校读书同时参加上海俭德会创办的歌舞训练班。
1933年，参加上海梅花歌舞团，成为该团台柱，与张仙琳、张琦、蔡一鸣、徐粲莺并称为“梅花五虎将”。在此期间她参与演出了一二十部话剧和歌剧，包括《铁蹄下哀的性》、《杨贵妃》、《后台》、《名优之死青春的悲》。不过龚秋霞本人对于这个歌舞团十分不满，认为剧团很不正规，没有前途，称之为“乌烟瘴气的所谓歌舞团”，是“吃人不见血的地方”，“演戏和耍猴戏没有什么两样”，“我觉得应该立刻脱离”。退出之后不久，这个歌舞团就解散了。龚秋霞聘请一位外国教练教授舞蹈，十分受益。
1936年，参拍文化影片公司摄制的影片《父母子女》，是她的第一部电影作品。胡心灵担任电影编导，在此期间他与龚秋霞谈起了恋爱并在之后成为她的丈夫。
1937年，胡心灵成为明星影片公司编导，龚秋霞也就成了明星影片公司的演员。因她主演了夏衍编剧、张石川导演的电影《压岁钱》而一举成名。
1937年至1942年，主演电影《古塔奇案》，其中主唱了贺绿汀作曲的插曲《秋水伊人》，在电影《蔷薇处处开》中担任主演主唱，演唱电影《浮云掩月》的插曲《莫忘今宵》，这几首歌传很快就成了新潮经典歌曲而被传唱一时，龚秋霞也成为一名能歌善舞的影歌双栖艺人。并且因与白杨、舒绣文、黄耐霜主演电影《四千金》，而被人们称为“大姐”。可以说她当时在中国的影坛和歌坛是红极一时的明星。此时她正式和百代唱片公司签约，成为首先和百代唱片公司签约的歌手之一。
1945年5月，她在上海兰心大戏院与丈夫的妹妹胡蓉蓉合作，举办三场歌舞音乐会。在会上演唱了歌曲《秋水伊人》、《思乡曲》、《恨不相逢未嫁时》、《春风野草》、《蔷薇处处开》、《何处不相逢》、《莫负今宵》、《不变的心》、《是梦是真》和《牧歌》。其中很多是电影插曲。
1946年，龚秋霞随丈夫胡心灵去香港定居，加入大中华影片公司。
1948年，她与白光合作主演了吴村编导的电影《柳浪闻莺》。电影的15首插曲中大部分由龚秋霞完成，其中独唱7首，与白光合唱3首。
1949年后在长城、凤凰等影片公司拍摄将近六十余部电影，较多扮演贤妻良母型的角色，主要有《血染海棠紅》、《花街》、《儿女经》、《寸草心》、《中秋月》、《豆蔻年华》、《雷雨》、《三笑》。
1953年后，因为专注于电影工作，遂逐渐减少灌录新唱片，1956年后再也没有出过新唱片。
1967年，龚秋霞与丈夫迁居至台湾台北郊区，此后在台湾和香港两地从事电影拍摄工作。因为在长城影片公司经常饰演母亲角色，遂有“众人母亲”之称。她还曾担任长城影片公司的“演员室主任”。
1980年，参演浙江电影制片厂与香港长城公司合拍古装故事片《胭脂》，这是她参演的最后一部电影。
1993年，以香港电影代表团成员身份，参加上海国际电影节。
2004年9月7日，因心脏病在香港去世，享年87岁。

## 主要作品

### 电影
- 1936：《父母子女》
- 1937：《永远的微笑》、《压岁钱》、《古塔奇案》、《四千金》
- 1938：《孤儿救母记》、《恐怖之夜》
- 1939：《歌声泪痕》、《播音台大血案》
- 1941：《鸾凤和鸣》、《大地之花》、《花溅泪》
- 1942：《蔷薇处处开》、《黑夜魔影》、《恨不相逢未嫁时》、《博爱四姊妹》、《浮云掩月》
- 1943：《千金怨》、《难兄难弟》、《激流》、《夜长梦多》、《来日方长》、《京华旧梦》、《凯风》
- 1945：《万户更新》、《大地之花》
- 1946：《芦花翻白燕子飞》
- 1947：《四美图》、《春花秋月》
- 1949：《花街荡妇》、《心血》、《染红海棠》、《一代妖姬路》
- 1950：《南来雁》、《新红楼梦》、《狂风之夜》、《禁婚记》
- 1951：《中秋月娘》、《惹门》、《不知道的父亲》
- 1952：《白日梦》、《儿女经深闺》、《梦里人》、《寸草心》
- 1953：《水红菱》、《都会交响曲》、《姊妹曲》、《大儿女经》
- 1955：《少女的烦恼》、《我是一个女人》、《女子公寓》、《阖第光临》、《孔雀开屏》、《一年之计》
- 1956：《红颜劫》、《男大当婚》
- 1957：《春归何处》、《香喷喷的小姐》、《王老五之恋》、《眼儿媚》、《未出嫁的妈妈》、《情窦初开》
- 1958：《锦上添花》、《有女怀春》、《笑笑笑少年游》、《春到海滨》、《金屋梦》、《豆蔻年华》
- 1959：《十七岁》、《同命鸳鸯》、《脂粉小霸王》
- 1960：《雷雨》、《鸳梦重温》、《雪地情仇》、《笑笑笑》
- 1961：《美人计》、《糊涂姻缘》、《含苞待放》
- 1962：《沧海遗珠》、《三笑》
- 1963：《龙凤呈祥》、《椰林双妹》、《合家欢》
- 1965：《小忽雷》、《双枪黄英姑》
- 1966：《社会栋梁》、《迎春花》
- 1970：《精忠報國》
- 1975：《爱心千万万》
- 1978：《铁脚马眼神仙肚》
- 1980：《胭脂》[10]

### 歌曲
《祝福》、《蔷薇处处开》、《是梦是真》、《秋水伊人》、《欢迎新年》、《梦中人》、《虞美人》、《春》、《莫忘今宵》、《春恋》、《女工歌》、《春风野草》、《丁香树下》、《落难的人》、《白兰花》、《溜冰曲》、《我在呼唤你》、《初阳》、《摇妈妈》、《船歌》、《四季花开》、《宵之咏》、《思乡曲》、《何处不相逢》、《莫负今宵》、《不变的心》和《牧歌》等。

## 获奖
- 1956年，她所参演的电影《一年之计》，获得中国文化部颁发的“1949-1955年度优秀影片荣誉奖”；
- 1988年，她所参演的电影《中秋月》于被香港《电影》双周刊评选为中国10大名片之一。[11]